# Ґерета Володимир Васильович
Володи́мир Васи́льович Ґере́та  (19 лютого, 1911, Козова — 1936, Львів) — заступник та бойовий референт повітового провідника ОУН, член крайової Екзекутиви ОУН. Є патроном пластового юнацького куреня.

## Життєпис
Народився Володимир Ґерета 19 лютого 1911 року в Козові нині Тернопільського району . Батько Василь займався бондарством. Володимир був наймолодшим у сім'ї, в якій ще були сестри Міля (Емілія), Євгенія та брат Павло.
Спочатку навчався у місцевій народній школі, а в 1923 році став учнем II класу Бережанської гімназії. З товаришами Петром Федорівим, Ярославом Старухом, Теодором Федечком, Дмитром Мироном (Орликом), Григорієм Ґоляшом та з найближчим приятелем Левом Зацним займався підпільною просвітницькою діяльністю.
Після закінчення сьомого класу в червні 1929 року Володимира Ґерету виключили з гімназії за участь у Пласті та політичну діяльність. Він записався тоді до Тернопільської української гімназії. Але незабаром влада закрила її.
Згодом закінчив польськомовну гімназію в Тернополі. Опісля вступає до Люблінського університету на факультет права, а рівнобіжно студіює на кооперативних курсах.
У 1929 році УВО була перетворена на ОУН (організація українських націоналістів). Повітовим провідником ОУН став Осип Рижевський, а Володимир Ґерета — його заступником і бойовим референтом.
Після розгрому Крайового Проводу і масових арештів провідного активу ОУН у 1934 році, організація не припинила свого існування. Була утворена нова Крайова Екзекутивна ОУН і Володимир Ґерета входить до числа її членів.
22 квітня 1935 року Володимир Ґерета, повертаючись з однієї з бойових акцій, випадково прострілив собі ногу. Переховувався на організаційних квартирах у Львові, де згодом був арештований. У поліції зазнав тортур, від яких і помер у січні 1936. 17 січня 1936 похований у Козові.

## Пам'ять
Нині в Козові діє гімназія ім. Володимира Ґерети, на території якої у 2003 році поставили пам'ятник борцю за волю, скульптор Іван Сонсядло, а також пластовий курінь УПЮ число 85 імені Володимира Ґерети. Юнаки цього куреня щороку, в день народження свого патрона, відвідують його могилу на козівському кладовищі, де викладають хрест із запалених лампадок.
Постать Володимира Ґерети, чистого серцем, самовідданого в боротьбі, з честю зайняла своє місце в пантеоні українських лицарів.